# Caliber
caliber ist eine deutsche Fachzeitschrift für Schusswaffen, die zehnmal pro Jahr im Verlag VS Medien in Nassau erscheint und sich hauptsächlich an Sportschützen und
Dienstwaffenträger richtet. Sie berichtet regelmäßig über Neuerungen der Waffentechnik, z. B. von der Internationalen Waffen-Ausstellung (IWA) in Nürnberg oder der Shot Show in Las Vegas.
Die Redakteure sind durch ihre Präsenz auf Schießsportmeisterschaften bekannt und zeichnen sich durch besonders praxisbezogene Berichte aus.